# Ingmar Simonsson
Ingmar Simonsson (pseudonym: Simon Inge), född 29 december 1951 i Ludvika församling, är en svensk förläggare, författare och översättare, som 2001 grundade Themis förlag.